# Jeanne Dambendzet
Jeanne Dambendzet (1 de agosto de 1943 (81 años)) es una política  congoleña. Sirvió en el gobierno de Congo-Brazzaville de 1989 a 1991; y, nuevamente de 1997 a 2009. Desde 2009, ha sido la primera vicepresidenta del "Consejo Económico y Social", una institución estatal. Es miembro del Partido Laborista Congolés (PCT) y ha sido Secretaria Ejecutiva Nacional de la Organización de Mujeres del Congo, Organización de Mujeres del PCT, desde 2013.

## Antecedentes y carrera política temprana
Dambendzet nació en Franceville, ubicado en el sudeste de Gabón. Está relacionada con el presidente Denis Sassou Nguesso (él es tío segundo de ella) y los dos se conocen desde que eran niños. Ella se convirtió en maestra y fue una activista dentro del sindicato de maestros; ella también fue fundadora de la "Unión Revolucionaria de Mujeres Congoleñas" (URFC). De 1977 a 1980, fue delegada de URFC en la Federación Democrática Internacional de Mujeres; posteriormente, fue Representante Permanente de la Federación Democrática Internacional de Mujeres para la UNESCO desde 1980 a 1984.
En el Tercer Congreso Ordinario del PCT, celebrado entre el 27 y el 31 de julio de 1984, Dambendzet fue elegido miembro del Comité Central del PCT de 75 miembros. También fue asignada a dirigir la división de estudios e investigación del PCT. El 13 de agosto de 1989, fue nombrada por el presidente del gobierno congoleño, como Ministra de Trabajo y Seguridad Social, ocupó ese puesto hasta que el régimen PCT finalizó en 1991.

## Carrera política desde principios de la década de 1990
Dambendzet permaneció leal a Sassou Nguesso durante la presidencia de Pascal Lissouba (1992–1997) y trabajó activamente en su nombre durante la guerra civil de la República del Congo, entre junio de 1997 y diciembre de 1999. Después de la victoria de las fuerzas de Sassou Nguesso, Dambendzet fue nombrada nuevamente como Ministra de la Función Pública y Reforma Administrativa, a partir del 2 de noviembre de 1997;  1999. «Archived copy». Archivado desde el original el 29 de octubre de 2013. Consultado el 29 de octubre de 2013.</ref> En la elección parlamentaria de mayo de 2002, Dambendzet fue elegida a la Asamblea Nacional como la candidata del PCT en el Distrito electoral Ngoko, localizado en la Región de Cuvette; obteniendo el 55,43 % de la votación; ganando entonces un asiento en la primera ronda. Tras las elecciones, fue trasladada al cargo de Ministra de Agricultura, Ganadería, Pesca y Promoción de la Mujer, el 18 de agosto de 2002; permaneciendo en ese puesto del gobierno, nombrada el 7 de enero de 2005, aunque su cartera se redujo a la de agricultura, ganadería y pesca. Y, su cartera se redujo aún más a agricultura y ganadería, el 3 de marzo de 2007.
Dambendzet distribuyó tablas a comerciantes y vendedores en el mercado de Bourreau en Brazzaville el 22 de agosto de 2009. Explicó que una de las tareas de su ministerio era la modernización de los mercados y que la venta de bienes fuera de la tierra era un problema de salud pública. Según Dambendzet, se distribuirían más tablas en otros mercados para ayudarlos a cumplir con los estándares básicos de la salud pública.
Dambendzet renunció al ministerio, el 15 de septiembre de 2009 y luego fue nombrada por Sassou Nguesso, como Primera Vicepresidenta del Consejo Económico y Social, el 18 de septiembre de 2009. Se encontró con Claudine Munari, su sucesora como Ministra de Comercio, el 24 de septiembre para discutir los problemas que enfrenta el ministerio, especialmente Acuerdos de Asociación Económica con la Unión Europea. También discutió cuestiones de comercio interno, como el aumento de los precios de los alimentos. Munari dijo que continuaría consultando con Dambendzet cuando fuese necesario.
En el Sexto Congreso Extraordinario del PCT, celebrado en julio de 2011, Dambendzet fue elegida para formar parte del Buró Político de 51 miembros del PCT.
En agosto de 2013, en el congreso constitutivo de la Organización de Mujeres del Congo (OFC), la organización de mujeres recién creada del PCT, Dambendzet fue designada como Secretaria Ejecutiva Nacional de la OFC.
Durante la campaña, para las elecciones locales de septiembre de 2014, Dambendzet fue enviada al Departamento de Cuvette para hacer campaña por los candidatos del PCT.

## Portales
- Portal:Ciencia política. Contenido relacionado con Ciencia política.
- Portal:República del Congo. Contenido relacionado con República del Congo.